# Німецьке економічне диво

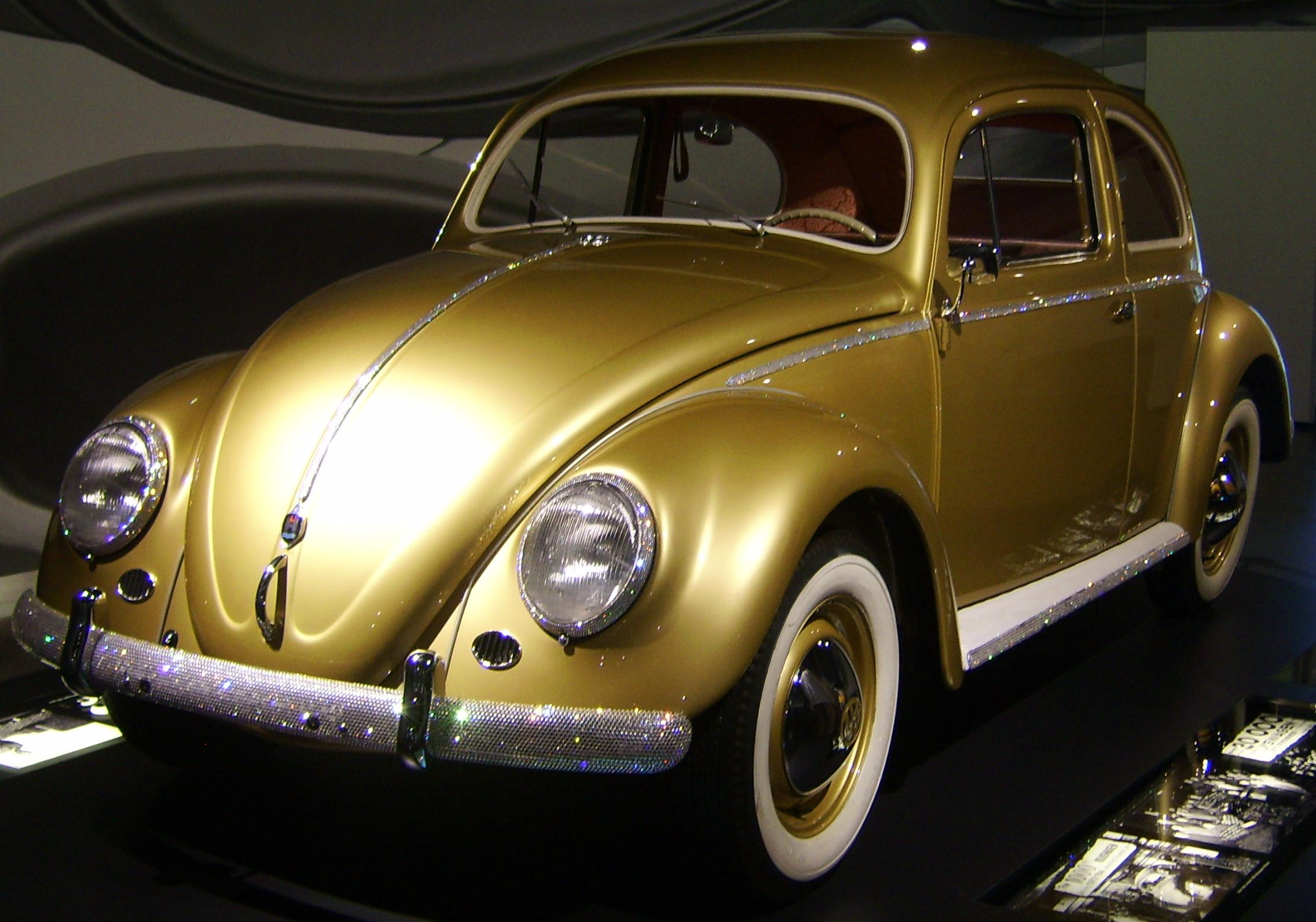
Volkswagen Käfer був символом післявоєнної реконструкції Західної Німеччини. Зображений екземпляр був одноразовою версією, виготовленою на честь випуску мільйона автомобілів цього типу.

Німецьке економічне диво (також Західнонімецьке економічне диво і Рейнське чудо; нім. Wirtschaftswunder Німецька: [ˈvɪʁt.ʃaftsˌvʊndɐ] ( прослухати)) —  це швидка реконструкція та розвиток економік Західної Німеччини та Австрії після Другої світової війни (прийняття соціальної ринкової економіки, заснованої на ордолібералізмі). Вираз, що стосується цього явища, вперше було використано The Times у 1950 році.
Починаючи із заміни рейхсмарки на німецьку марку в 1948 році як законного платіжного засобу (шиллінг був подібним чином відновлений в Австрії), тривала ера низької інфляції та швидкого промислового зростання перебувала під наглядом уряду на чолі з канцлером Західної Німеччини Конрадом Аденауером і його міністр економіки Людвіг Ерхард, який увійшов в історію як «батько західнонімецького економічного дива». В Австрії ефективна трудова практика призвела до подібного періоду економічного зростання.
Епоха економічного зростання підняла Західну Німеччину та Австрію з повного воєнного спустошення до розвинених країн сучасної Європи. На момент заснування Європейського спільного ринку в 1957 році економічне зростання Західної Німеччини контрастувало з важкими умовами того часу у Сполученому Королівстві.

## Західна Німеччина
Принциповою причиною швидкого економічного відновлення Західної Німеччини може бути описана ордолібералістською моделлю економічного зростання. Німеччина мала висококваліфіковану робочу силу і високий технологічний рівень у 1946 році, але її запас капіталу мав великі втрати внаслідок війни. З невеликим запасом капіталу була складно переорієнтувати німецьку економіку на виробництво благ для населення, а також глибокі проблеми з у монетарній та регуляторній сферах спричинили низький рівень випуску протягом перших повоєнних років.

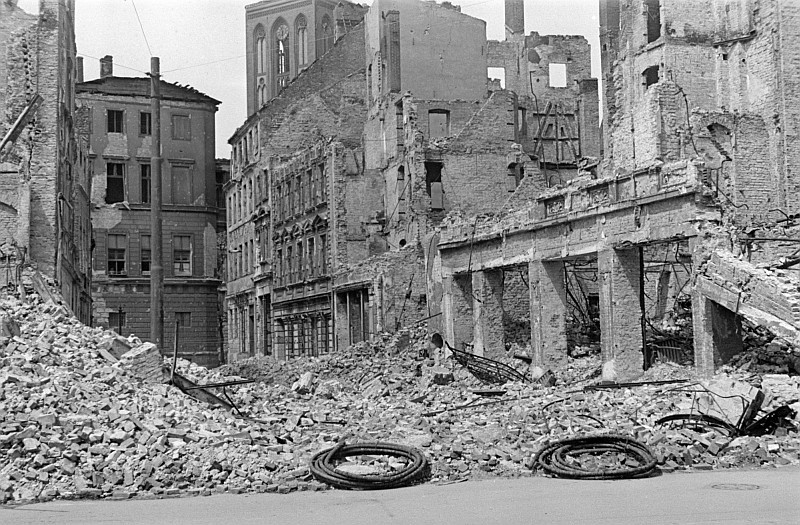
Пошкодження від війни в німецькому місті в Саксонії в 1945 році

Ці загальні проблеми було подолано під час грошової реформи 1948 року, в результаті якої рейхсмарку було замінено німецькою маркою в якості легального платіжного засобу, що дозволило стримати високий рівень інфляції. Цей акт, спрямований на зміцнення економіки Західної Німеччини, був прямо заборонений протягом двох років, поки діяв закон JCS 1067 Плану Моргентау.JCS 1067 предписував американським окупаційним силам у Німеччині «не вживати жодних заходів, спрямованих на економічну реабілітацію Німеччини».
У той же час уряд, слідуючи пораді Людвіга Ерхарда, різко знизив податки на помірні доходи. Уолтер Хеллер, молодий економіст з окупаційних сил США, який пізніше став головою Ради економічних радників президента Кеннеді, писав у 1949 році, що для «усунення репресивного впливу надзвичайно високих ставок Закон про військовий уряд № 64 широко розповсюдився». у всій податковій системі Німеччини під час валютної реформи». Зокрема, різко впали ставки податку на доходи фізичних осіб. Раніше ставка податку на будь-який дохід понад 6000 німецьких марок становила 95 відсотків. Після податкової реформи ця 95-відсоткова ставка застосовувалася лише до річних доходів понад 250 000 німецьких марок. Для жителів Західної Німеччини з річним доходом близько 2400 німецьких марок у 1950 році гранична податкова ставка впала з 85 відсотків до 18 відсотків.
Демонтаж союзниками західнонімецької вугільної та сталеливарної промисловості, ухвалений на Потсдамській конференції, був фактично завершений до 1950 року; обладнання було вилучено з 706 заводів на заході, а потужність виробництва сталі зменшена на 6 700 000 тонн.[4] Незважаючи на те, що промислово важливий Саар з його багатими родовищами вугілля був повернутий Західній Німеччині в 1957 році, він залишався економічно інтегрованим у митний союз з Францією до 1959 року, а Франція видобувала вугілля з цієї території до 1981 року.

Після 1948 року Західна Німеччина швидко відновила свій капітал і, таким чином, приголомшливо збільшила свій економічний обсяг. Дуже висока норма капіталовкладень завдяки низькому споживанню та дуже малій потребі у капітальних інвестиціях на заміщення (через все ще невеликий запас капіталу) сприяли цьому відродженню протягом 1950-х років. Рівень життя також неухильно зростав [6], купівельна спроможність заробітної плати зросла на 73% з 1950 по 1960 рік. Як зазначив британський журналіст Теренс Прітті на початку шістдесятих:
Сьогодні німецький робітник веде комфортний спосіб життя і носить добре заповнений жилет. Він добре їсть, і його їжа – хоча німецькій кухні бракує елегантності французької – корисна й апетитна. Він купує гарний одяг, добре одягає дружину та дітей. У нього зазвичай є гроші на телевізори, екскурсії на вихідних і футбольні матчі. І він не боїться час від часу святкувати з більшим розмахом.[7]
Зростання продуктивності в Західній Німеччині дозволило більшості робітників значно підвищити рівень життя та «безпеку життя». Крім того, як зазначив Девід Еверслі,
У міру зростання реальних доходів органи державної влади отримали можливість (і навіть заохочено) залучати кошти, як за рахунок оподаткування, так і через запозичення, щоб прискорити темпи інвестицій і поточних витрат у проекти, які частково негайно є продуктивними, частково сприяють створенню хороше життя, яке ми бачили в Німеччині... Будь-який поверхневий огляд німецького міського ландшафту, не кажучи вже про вивчення статистики, показує, що Німеччина витратила великі суми на лікарні, бібліотеки, театри, школи, парки, вокзали, соціальне житло, підземні залізниці, аеропорти, музеї тощо, які просто не зрівняються з британськими зусиллями в цьому напрямку.
Оскільки до 1955 року бундесверу не було, а сили НАТО захищали Західну Німеччину, витрати на національну оборону були незначними.

### Репарації
Окрім фізичних бар’єрів, які необхідно було подолати для економічного відновлення Західної Німеччини, були також інтелектуальні проблеми. Союзники конфіскували інтелектуальну власність великої цінності, усі німецькі патенти, як у Німеччині, так і за кордоном, і використали їх для посилення власної промислової конкурентоспроможності шляхом ліцензування їх компаніям Союзників [9].
Відразу після капітуляції Німеччини та протягом наступних двох років США проводили енергійну програму збирання всіх технологічних і наукових ноу-хау, а також усіх патентів у Німеччині. У книзі Джона Гімбела «Наукові технології та репарації: експлуатація та грабіж у післявоєнній Німеччині» зроблено висновок, що «інтелектуальні репарації», взяті США та Великобританією, склали близько 10 мільярдів доларів США [10][11][12].
Протягом більш ніж двох років, протягом яких діяла ця політика, нові промислові дослідження в Німеччині перешкоджали тому, що вони були незахищені та були вільно доступні для закордонних конкурентів, яким окупаційна влада заохочувала доступ до всіх записів та об’єктів.

### План Маршалла
Будівельники в Західному Берліні працюють над проектом, фінансованим Marshall Aid, 1952 рік
Тим часом тисячі найкращих німецьких дослідників та інженерів працювали в Радянському Союзі та США.
План Маршалла був поширений на Західну Німеччину лише після того, як було зрозуміло, що пригнічення її економіки стримує відновлення інших європейських країн і не є основною силою, що стоїть за Wirtschaftswunder. Проте, ймовірно, це значно сприяло загальному економічному відновленню Німеччини. Крім того, часто забувають про ефект «неофіційних внесків» 150 000 американських окупаційних військ, які заробляли 4 німецькі марки за долар. Ці марки були витрачені в Західній Німеччині на купівлю їжі, предметів розкоші, пива та автомобілів, а також на розваги місцевих жителів і для повій.[15] Під час навчань така кількість солдатів перевищила б 250 тисяч. Тим не менш, сума грошової допомоги, яка була в основному у формі позик, близько 1,4 мільярда доларів, була значною мірою затьмарена сумою, яку німці повинні були повернути як військові репарації, і звинуваченнями, висунутими союзниками німцям за поточні витрати окупації, приблизно 2,4 мільярда доларів на рік. У 1953 році було вирішено, що Німеччина поверне 1,1 мільярда доларів отриманої допомоги. Останнє погашення було здійснено в червні 1971 року.
Вимоги Корейської війни 1950–1953 років призвели до глобального дефіциту товарів, що допомогло подолати тривалий опір закупівлі західнонімецької продукції. У той час у Західній Німеччині була велика кількість кваліфікованої робочої сили, частково внаслідок депортацій та міграцій, які торкнулися до 16,5 мільйонів німців. Це допомогло Західній Німеччині більш ніж подвоїти вартість її експорту під час і незабаром після війни. Окрім цих факторів, важка праця та довгі години роботи на повну потужність серед населення у 1950-х, 1960-х та на початку 1970-х років, а також додаткова робоча сила, яку залучали тисячі гастарбайтерів («гастарбайтерів», починаючи з кінця 1950-х років), забезпечили життєво важливу основу для підтримки економічного підйому з додатковою робочою силою.
З кінця 1950-х років Західна Німеччина мала одну з найсильніших економік світу. Економіка Східної Німеччини також продемонструвала сильне зростання, але не таке, як у Західній Німеччині, через бюрократичну систему, еміграцію східних німців працездатного віку до Західної Німеччини та продовження репарацій СРСР у вигляді ресурсів. У 1961–1966 та 1970–1971 роках рівень безробіття досяг рекордно низького рівня – 0,7–0,8%.
Людвіга Ерхарда, який обіймав посаду міністра економіки в кабінеті канцлера Аденауера з 1949 до 1963 року, а пізніше піднявся до самого канцлера, часто асоціюють із західнонімецьким Wirtschaftswunder.

## Австрія
Австрія також була включена до Плану Маршалла і, таким чином, може бути включена до будь-якого розгляду німецького економічного дива. Завдяки націоналізації ключових галузей промисловості (VOEST, AMAG, Steyr-Puch) і більш тривалому робочому часу  було досягнуто суттєвого економічного зростання. Використовуючи Західну Німеччину як орієнтир, валюта була стабілізована, коли австрійський шилінг було знову введено замість рейхсмарки. Ця економічна політика була відома в журналістських колах як Raab-Kamitz-Kurs, названа на честь Юліуса Рааба, австрійського канцлера з 1953 року, і його міністра фінансів Рейнхарда Камітца, подібного до західнонімецького Adenauer-Erhard-Kurs.
Завдяки великим державним проектам, таким як Капрунська гідроелектростанція чи Західний автобан, безробіття знизилось і соціальний мир був забезпечений. У 1950-х роках перші гастарбайтери з Південної Італії та Греції прибули до країни, оскільки для підтримки економічного підйому було потрібно більше фізичної праці.